# Al W. Filson
Pour les articles homonymes, voir Filson.
Al W. Filson (né le 27 janvier 1857 à Bluffton, dans l'Indiana et mort le 14 novembre 1925 à Lake Elsinore en Californie) est un acteur américain.

## Biographie
Al W. Filson fut l'époux de l'actrice Lea Errol.

## Filmographie partielle
- 1913 : The Dancer's Redemption
- 1913 : A Wise Old Elephant
- 1913 : An Old Actor
- 1913 : With Love's Eyes de Lem B. Parker
- 1913 : The Tie of the Blood de Lem B. Parker
- 1913 : The Ne'er to Return Road
- 1913 : Lieutenant Jones
- 1913 : The Stolen Melody
- 1913 : The Bridge of Shadows
- 1913 : The Rancher's Failing
- 1913 : Diverging Paths
- 1914 : The Uphill Climb
- 1914 : Memories
- 1914 : The Cherry Pickers
- 1914 : For Her Father's Sins de John B. O'Brien
- 1915 : Ghosts de George Nichols et John Emerson
- 1915 : The Celestial Code
- 1915 : 11:30 P.M.
- 1916 : The Valiants of Virginia
- 1916 : The Garden of Allah
- 1916 : Twisted Trails
- 1916 : A Social Deception
- 1917 : Beware of Strangers
- 1917 : The Victor of the Plot
- 1917 : Who Shall Take My Life?
- 1917 : La Voiture rouge (The Scarlet Car) de Joseph De Grasse : Samuel Winthrop
- 1919 : Veuve par procuration (Widow by Proxy) de Walter Edwards
- 1920 : L'Île au trésor (Treasure Island) de Maurice Tourneur
- 1920 : La Bonne Éducation (en) (Hairpins) de Fred Niblo
- 1922 : Diavolo se marie (Watch Him Step) de Jack Nelson
- 1922 : Monte Cristo d'Emmett J. Flynn